# Kirkjuá
Kirkjuá er en elv som løber gennem bygden Sørvágur på øen Vágar i Færøerne. Kirkjuá betyder kirkeelven, og navnet skyldes, at den løber i nærheden af kirken i Sørvágur. Fra bygden strømmer Kirkjuá ned til dalen Húsadal og videre ud i Atlanterhavet.
62°04′00″N 7°18′00″V / 62.0667°N 7.3°V